# رایزن، هند
رایزن (به انگلیسی: Raisen) یک منطقهٔ مسکونی در هند است که در بخش رایزن واقع شده‌است. رایزن ۴۴٬۱۶۲ نفر جمعیت دارد.